# ISO 3166-2:RS
ISO 3166-2:RS — стандарт Міжнародної організації зі стандартизації, який визначає Геокод. Є частиною стандарту ISO 3166-2, що належать Сербії. Він охоплює 2-а автономних краї, 1-е місто-столицю (Белґрад), 17-ть округів — адміністративні одиниці 1-го рівня, та 12-ть округів  Косово і Метохії та Воєводини — адміністративні одиниці 2-го рівня.

## Загальні відомості
Кожен геокод складається з двох частин: коду Alpha2 за стандартом ISO 3166-1 для Сербії — RS та додаткового двосимвольного коду, записаних через дефіс. Додатковий двосимвольний код утворений: для автономних країв — двома літерами, співзвучних абревіатурі англійської назви краю; для міста та округів — двома цифрами. Геокоди країв, столиці та округів є підмножиною коду домену верхнього рівня — RS, присвоєного Сербії відповідно до стандартів ISO 3166-1.

## Геокоди Сербії першого рівня
Геокоди 2-х країв, 1-го міста та 17-ти округів адміністративно-територіального поділу Сербії.
| Геокод | Адміністративна одиниця | Статус |
| ------ | ----------------------- | ------ |
| RS-KM  | Косово і Метохія        | край   |
| RS-VO  | Воєводина               | край   |
| RS-00  | Белград                 | місто  |
| RS-08  | Мачванський             | округ  |
| RS-09  | Колубарський            | округ  |
| RS-10  | Подунавський            | округ  |
| RS-11  | Бранічевський           | округ  |
| RS-12  | Шумадійський            | округ  |
| RS-13  | Поморавський            | округ  |
| RS-14  | Борський                | округ  |
| RS-15  | Заєчарський             | округ  |
| RS-16  | Златіборський           | округ  |
| RS-17  | Моравіцький             | округ  |
| RS-18  | Раський                 | округ  |
| RS-19  | Расінський              | округ  |
| RS-20  | Нішавський              | округ  |
| RS-21  | Топліцький              | округ  |
| RS-22  | Піротський              | округ  |
| RS-23  | Ябланіцький             | округ  |
| RS-24  | Пчинський               | округ  |

## Геокоди Сербії другого рівня
Геокоди 12-ти округів адміністративно-територіального поділу Сербії.
| Геокод | Адміністративна одиниця | Статус | У складі |
| ------ | ----------------------- | ------ | -------- |
| RS-01  | Північно-Бачський       | край   | RS-VO    |
| RS-02  | Середньо-Банатський     | край   | RS-VO    |
| RS-03  | Північно-Банатський     | край   | RS-VO    |
| RS-04  | Південно-Банатський     | край   | RS-VO    |
| RS-05  | Західно-Бачський        | край   | RS-VO    |
| RS-06  | Південно-Бачський       | край   | RS-VO    |
| RS-07  | Сремський               | край   | RS-VO    |
| RS-25  | Косовський              | край   | RS-KM    |
| RS-26  | Печський                | край   | RS-KM    |
| RS-27  | Призренський            | край   | RS-KM    |
| RS-28  | Косовсько-Митровицький  | край   | RS-KM    |
| RS-29  | Косовсько-Поморавський  | край   | RS-KM    |

## Геокоди прикордонних для Сербії держав
- Угорщина — ISO 3166-2:HU (на півночі),
- Румунія — ISO 3166-2:RO (на північному сході),
- Болгарія — ISO 3166-2:BG (на сході),
- Північна Македонія — ISO 3166-2:MK (на півдні),
- Албанія — ISO 3166-2:AL (на південному заході),
- Чорногорія — ISO 3166-2:ME (на південному заході),
- Боснія і Герцеговина — ISO 3166-2:BA (на заході),
- Хорватія — ISO 3166-2:HR (на заході).